# مشد (لباس داخلي)
المِشَدّ هو لباس داخلي مناسب للقياس يحيط بالجذع السفلي ويمتد أسفل الوركين، ويرتدى غالباً لتشكيل الجسم أو للدعم. يمكن ارتداؤه لأسباب جمالية أو طبية. في الرياضة أو العلاج الطبي، يمكن ارتداء المشد كلباس ضاغط. هذا الشكل من اللباس الداخلي النسوي حَلّ محل المخصر في شعبيته، وتم تجاوزه إلى حد كبير بالحزاك في الستينيات.